# Mühlberg (Schimmendorf)
Mühlberg ist eine Wüstung auf dem Gemeindegebiet des Marktes Mainleus im Landkreis Kulmbach (Oberfranken, Bayern).

## Geografie
Die Einöde lag auf einer Höhe von 433 m ü. NHN an der Mühlbergersleite 0,6 km nordöstlich von Schimmendorf.

## Geschichte
Der Ort wurde 1692 als „Mühlrangen“ erstmals namentlich erwähnt. Die Herren von Guttenberg zu Kirchleus erhielten das Anwesen vom Markgraftum Brandenburg-Kulmbach als Lehen. 1750 wurde der Ort als „Mühlberg am Rangen“ erwähnt.
Gegen Ende des 18. Jahrhunderts gab es in Mühlberg ein Anwesen. Das Hochgericht übte das bayreuthische Stadtvogteiamt Kulmbach aus. Die Grundherrschaft über das Gütlein hatte das Amt I des Rittergutes Kirchleus.
Von 1797 bis 1810 unterstand der Ort dem Justiz- und Kammeramt Kulmbach. Mit dem Gemeindeedikt wurde Mühlberg dem 1811 gebildeten Steuerdistrikt Kirchleus und der 1812 gebildeten Ruralgemeinde Kirchleus zugewiesen. Infolge des Zweiten Gemeindeedikts (1818) wurde der Ort in die neu gebildete Ruralgemeinde Schimmendorf umgemeindet. 1899 wurde der Ort letztmals erwähnt. Wenig später wurde das Anwesen abgebrochen.

### Einwohnerentwicklung
| Jahr      | 001819 | 001861 | 001871 | 001885 |
| Einwohner | *      | 3      | 4      | 4      |
| Häuser    |        |        |        | 1      |
| Quelle    | [ 6 ]  | [ 7 ]  | [ 8 ]  | [ 9 ]  |

## Religion
Mühlberg war evangelisch-lutherisch geprägt und ursprünglich nach St. Maria Magdalena (Kirchleus) gepfarrt, ab dem 19. Jahrhundert war die Pfarrei St. Maria, St. Petrus und Paulus (Gärtenroth) zuständig.